# تپه و گورستان قدغه
تپه و گورستان قدغه مربوط به دوره قاجار است و در شهرستان خرم‌آباد، بخش پاپی، دهستان کشور، ۱/۲ کیلومتری جنوب غربی روستای پیله گر واقع شده و این اثر در تاریخ ۲۸ اسفند ۱۳۸۵ با شمارهٔ ثبت ۱۸۶۲۵ به‌عنوان یکی از آثار ملی ایران به ثبت رسیده است.